# 북일여자고등학교
북일여자고등학교(北一女子高等學校)는 대한민국 충청남도 천안시 동남구 신부동에 있는 사립 고등학교이다.

## 학교 연혁
- 1975년 5월 31일 : 학교법인 ‘천안북일학원’ 설립인가
- 1996년 8월 16일 : ‘천안북일여자고등학교’ 설립 인가
- 1997년 2월 20일 : 안흥숙 초대 교장 취임
- 1997년 3월 6일 : 개교식
- 1997년 3월 6일 : 제1회 입학식(8학급 403명)
- 2000년 2월 10일 : 제1회 졸업식
- 2009년 3월 1일 : 학교법인 및 학교명 변경 인가(학교법인 ‘북일학원’, ‘북일여자고등학교’)
- 2012년 9월 28일 : 기숙사 준공
- 2017년 1월 19일 : 현암관(체육관) 준공
- 2017년 8월 25일 : 아단관(종합관) 준공
- 2021년 9월 1일 : 제8대 김옥선 교장 취임
- 2024년 2월 7일 : 제25회 졸업식 (219명 졸업, 졸업생 누계 7,601명)
- 2024년 3월 6일 : 제28회 입학식 (237명 입학)
- 2025 3월 4일 : 제9대 윤세윤 교장 취임

## 참고 자료
- 북일여자고등학교 - 한국교육학술정보원 학교알리미